# .cl
.cl — национальный домен верхнего уровня для Чили. Управляется NIC Chile, находящейся в университете Чили.
Синтаксис доменных имён, которые может зарегистрировать NIC Chile (например, Wikipedia.cl), описан в Регламенте, который принят в августе 2005 года.
Стоимость регистрации доменов для частных лиц и компаний была бесплатной до 1997 года. В настоящее время стоимость составляет 20170 чилийских песо (включая НДС).
В чилийском домене верхнего уровня наряду с немецким, австрийским, польским и бразильским возможна регистрация доменных имён с не-ASCII символами (первоначально á, é, í, ó, ú; c 22 сентября 2005 года ещё и ü, Ñ).